# 安東尼·霍洛維茨
安東尼·霍洛維茨，CBE（英語：Anthony Horowitz，1955年4月5日—），英國小說家和編劇。
作品主要是神秘小說和懸疑小說，包括鑽石兄弟系列、阿里克斯·莱德、福爾摩斯小說《絲之屋》（2011）、《莫里亞蒂的算計》（2014）。